# 世界天文年2009
世界天文年2009（せかいてんもんねん2009、英: International Year of Astronomy 2009）、略称 "IYA2009" は、2009年がガリレオ・ガリレイによる天体望遠鏡を用いた初めての天体観測から400年目であることを記念し、世界中の人々に天文学と宇宙への関心を持ってもらうことを目的とした企画である（国際年）。国際連合、ユネスコ、国際天文学連合によって定められた。

## 概要
スローガンは "The Universe, Yours to Discover", 「宇宙 … 解き明かすのはあなた」。夜空の天体、太陽、惑星、流星などに目を向け、広大な宇宙の中の地球、そしてその地球の上の生命や人間の存在に思いを寄せて、新たな発見をして欲しいという願いを込めたスローガンである。
世界イベントと各国の国内イベントが企画及び準備され、日本では2007年より企画委員会が立ち上がり、国立天文台三鷹キャンパス特別公開前夜祭や講演会、公開シンポジウム開催などで準備が進められた。
2009年1月15日と16日の2日間、パリのユネスコ本部を会場に開幕式典が開催された。記念イベントとして世界12か国、17台の電波望遠鏡を高速ネットワークでつなぎ、地球規模の電波望遠鏡とする「e-VLBI（Very Long Baseline Interferometry）観測」が計画され、おひつじ座の方向にあるブラックホールの同時観測が行われ、その様子がパリの開会式会場で紹介された。
最終的な参加国と地域の数は148にのぼり、世界中を巻き込む大きな活動として展開されていった。
2010年1月9日と10日の2日間、閉幕式典がイタリアのパドヴァ大学（ガリレオが教鞭を執ったことで知られる）で開催され閉幕となった。天文年終了に伴い、報告書が作成されWEB上に公開され、誰でも閲覧可能である 

## 主だったシンポジウム等
- 2008年
  - 11月 - キックオフシンポジウム（主催：世界天文年2009・日本委員会）
  - 12月 - 天文同好会サミット（主催：国立天文台）
- 2009年
  - 5月 - 日本天文学会創立100周年・世界天文年2009記念巡回展（主催：日本天文学会）
  - 7月 - 皆既日食生中継（主催：国立天文台）
  - 7月 - 日食観測会（7月22日、トカラ列島沖合で皆既日食、全国では部分日食が観測できる（詳細は「2009年7月22日の日食」参照））

## 世界共通企画
基幹企画（Cornerstone Projects）として、以下の11企画が計画された。
- 100 Hours Of Astronomy「世界中で宇宙を観ようよ100時間」

2009年4月2日から5日までの4日間（100時間）にわたって行われた一斉イベント。各地での天体観望会や天文台からのインターネット中継などが予定された。
- The Galileoscope

ガリレオ・ガリレイが用いたような簡易で安価な望遠鏡を作製し、世界中の人に望遠鏡をのぞくという体験を提供しようとする企画。
- Cosmic Diary

世界中の天文学者がブログを書く企画。天文学の内容そのものだけでなく、天文学者の生活にもスポットを当てる。
- The Portal to the Universe

インターネット上の天文情報について、世界共通のポータルサイトを構築する企画。
- She is an Astronomer

天文学および科学一般における性差の解消を目指して、インターネット上のフォーラムとデータベースを作成する企画。
- Dark Skies Awareness

多くの人に夜空の明るさの測定に協力してもらい、光害の実態を調査するとともにその重要性を広く認識させることを目的とした企画。
- Astronomy and World Heritage

ユネスコ世界遺産と天文学の関連を紹介し、文化の中での天文学の役割を再認識させる企画。
- Galileo Teacher Training Program

天文学教育の教材やカリキュラムについて、学校の教員を教育する企画。
- Universe Awareness

幼児に宇宙の存在とその美しさを伝え、世界観の構築を目指す企画。
- From Earth to the Universe

美しい天体写真を公園や駅などの場所に展示し、天文学や科学一般に対する関心を喚起することを目指す企画。
- Developing Astronomy Globally

発展途上国など天文学が十分に発展していない地域に対して、天文学研究から学校教育の中の天文学に至るまでの広い範囲で、その発展を促す企画。

## 日本における企画
- 星空ブックフェア

星空に関わる民話から天体スケッチ、天体写真集に至るまで、星空に関わる書籍の提案・申請に基づき世界天文年日本委員会の公認書籍として、IYAのロゴマークなどを印刷して書店での販売促進を行うプロジェクト。2008年12月から2009年3月までプレフェアが行なわれ、4月1日から本フェアがスタート。当初の予定期間を延長し、世界天文年2009が終了する12月31日までの8か月間のロングランとなった。
- 星空ブックフェア オンライン・「宙読み（ソラヨミ）書房」2009年6月19日オープン

天文・宇宙の本の魅力を紹介するウェブコンテンツ。現在も閲覧可能。
- ガリレオ望遠鏡復元プロジェクト

博物館での巡回展示用に、当時の天体望遠鏡を再現することを目的としている。
- 「君もガリレオ」プロジェクト

組み立て式天体望遠鏡の開発・天体観望用（観望ガイド付き）。世界天文年日本委員会では、個人向けに開発された組み立て式望遠鏡（ケプラー式およびガリレオ式）の紹介も行っている。
- アジア地域共通企画　星の神話・伝説プロジェクト

アジア各地に残る、天体にまつわる神話や伝説の収集を行い、それらを記録にとどめることを目的に実施。
- 日本天文学会創立100周年記念・世界天文年2009巡回企画展

天文学の発展の歴史を紹介する巡回企画。国立科学博物館、仙台市天文台、名古屋市科学館、大阪市立科学館にて開催。
- 1000万人の大観望会（主催：国立天文台・公開天文台協会・PAOネット）
- プラネタリウム番組「星界の報告」（ガリレオ・ガリレイ著）の製作・配信（主催：国立天文台・プラネタリウム協議会）
- 世界天文年2009エッセイ賞～星空にペンをかざして～

## 国内主催団体
世界天文年2009・日本委員会の構成団体は以下の通りである。
- 日本学術会議
- 国立天文台
- 宇宙航空研究開発機構
- 天文学振興財団
- 日本天文学会
- 天文教育普及研究会
- 日本公開天文台協会
- 日本プラネタリウム協議会
- 大学および各天文関連団体

委員長は、海部宣男（国立天文台名誉教授、日本学術会議、放送大学）。日本委員会は、日本学術会議や国際天文学連合のEC・IYA2009・ワーキンググループと連動している。

### 決議関連
- 国際連合
- 国際連合教育科学文化機関
- 国際天文学連合

### 実施施設
- 天文台 - 日本公開天文台協会
- プラネタリウム - 日本プラネタリウム協議会
- 科学館

### 国連決議関連
- 世界物理年

### その他
- 宙のまにまに - 協賛するテレビアニメ[1]。